# Demonax flavicollis
Demonax flavicollis là một loài bọ cánh cứng trong họ Cerambycidae.